# Clinton Avery
Clinton Robert Avery (Rotorua, 3 december 1987) is een Nieuw-Zeelands wielrenner die anno 2012 uitkomt voor Team Champion System. Eerder liep hij stage bij Team Radioshack en zou in 2011 een contract tekenen bij de nieuwe Australische formatie Team Pegasus. Deze ploeg ging uiteindelijk niet door en Avery zat in 2011 zonder contract. In 2012 tekende hij bij het nieuwe Chinese Team Champion System.
In 2005 won hij goud op de wegrit op de Oceanische Spelen bij de beloften. Een jaar later eindigde hij als derde in het eindklassement van de UCI Oceania Tour.

## Belangrijkste overwinningen
2005
- Nieuw-Zeelands kampioen tijdrijden, Junioren
- Oceanische Spelen, Beloften

2006
- Eindklassement UCI Oceania Tour
- Nieuw-Zeelands kampioen tijdrijden, Beloften
- 1e etappe, deel B Ronde van Southland

2007
- Nieuw-Zeelands kampioen mountainbiken, cross-country, Elite
- Oceanisch kampioenschap op de weg, Beloften
- Oceanisch kampioenschap tijdrijden, Beloften

2008
- Nieuw-Zeelands kampioen op de weg, Beloften
- Nieuw-Zeelands kampioen tijdrijden, Beloften

2010
- Vlaamse Pijl

2011
- 1e etappe Kreiz Breizh Elite
- 1e etappe Ronde van Southland

2012
- Base Camp International

Armstrong ·
Beppu ·
Bewley ·
Brajkovič ·
Busche ·
Hermans ·
Horner ·
Impey ·
Irizar ·
Fuyu (tot 30/04) ·
Klöden ·
Leipheimer ·
Lequatre ·
Machado · 
McCartney ·
Moeravjov ·
Paulinho ·
Popovytsj ·
Rast ·
Rosseler ·
Rovny ·
Rubiera ·
Selander ·
Steegmans ·
Vaitkus ·   
Zubeldia ·
Avery (stagiair) ·
Phinney (stagiair) ·
Sergent (stagiair) 
Avery · Boillat · Butler · Clarke · Friedemann · Gardeyn · Jiang · Jiao · Kemps · Kirsipuu · Lewis · Liu · Manan · Ojavee · Othman · Wong · Wu · Wurf · Xu
Anderson · Avery · Bell · Beyer · Brammeier · Butler · Feng · Friedemann · Gazvoda · Jang · Jiang · Jiao · Lewis · Liu · Nishizono · Ojavee · Othman · Roth · Schnaidt · Tang · Traksel · Wu · Xu · Brenes (stagiair) · Cheung (stagiair) · Smith (stagiair)